# Tim Page

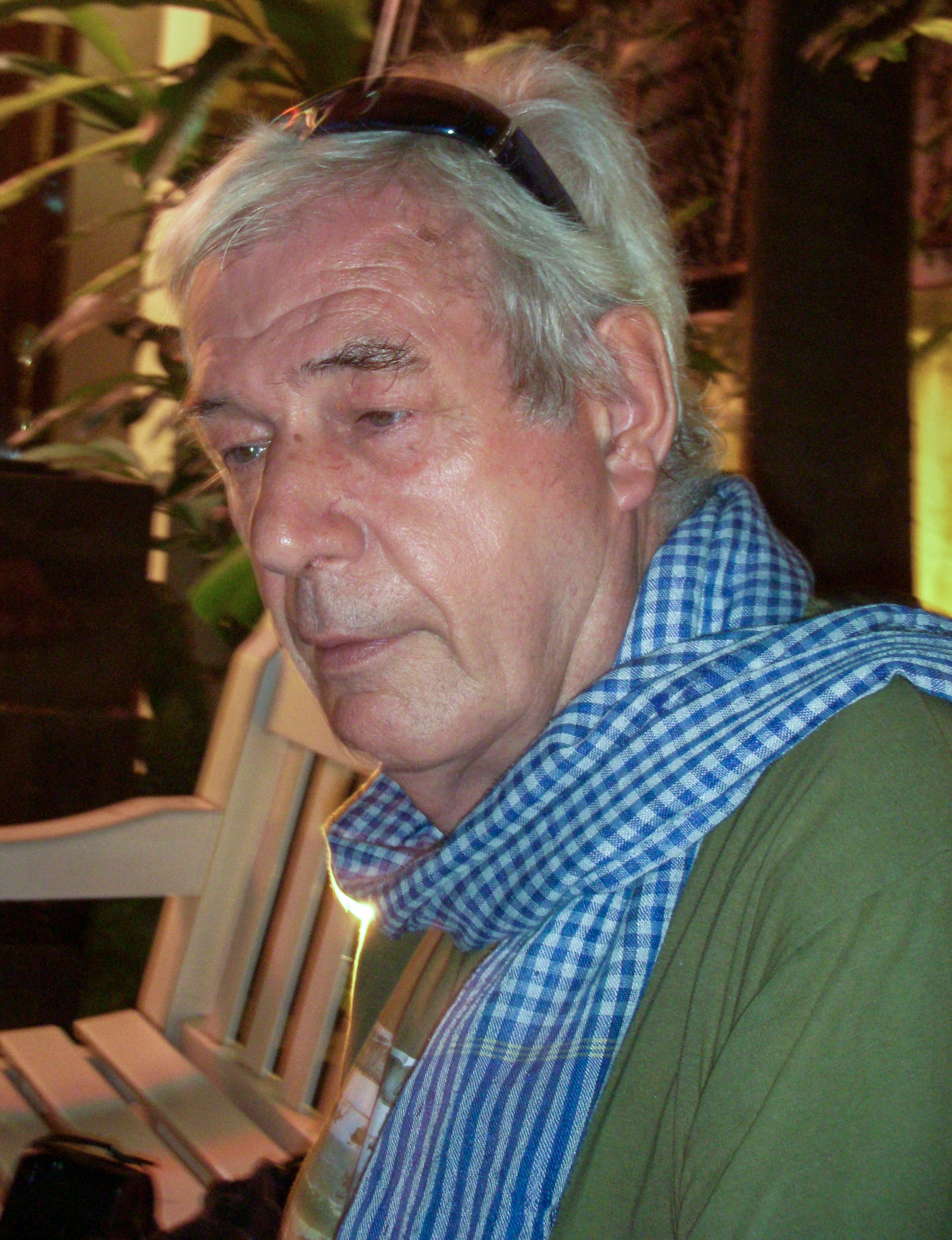
Tim Page (2009)

Timothy John Page (* 24. Mai 1944 in Tunbridge Wells, Vereinigtes Königreich; † 24. August 2022 in Bellingen, New South Wales, Australien) war ein britischer Fotograf und Kriegsjournalist, der durch seine Reportagen und Bilder über den Vietnamkrieg bekannt wurde.

## Leben und Werk
Page verließ seine Heimat 1962 und arbeitete für die USAID in Laos. In dieser Zeit arbeitete er freiberuflich für die Nachrichtenagenturen United Press International und Agence France-Presse als Fotograf. Er berichtete über verschiedene Kriege und Krisen in Asien und den Sechstagekrieg. Er wurde mehrfach bei Fronteinsätzen verwundet. Sein intensiver Drogenkonsum machte ihn unter den internationalen Kriegsberichterstattern berühmt. So wurde die von Dennis Hopper gespielte Figur eines drogenabhängigen Journalisten im Vietnamkrieg in Francis Ford Coppolas Film Apocalypse Now maßgeblich durch Page beeinflusst.
Er lebte zuletzt in Brisbane in Australien und war Professor an der Griffith University. Er war Gründungsmitglied des Fotografenkollektivs degreesouth.photos, kurz: SOUTH. Page starb im Alter von 78 Jahren in seinem Haus in New South Wales. 